# H. R. S. Records
H. R. S. Records war ein 1938 gegründetes unabhängiges US-amerikanisches Jazz-Label, das sich auf Hot Jazz spezialisierte.
H. R. S. Records entstand als Label der von Steve Smith gegründeten Hot Record Society. Während sich die zwei Jahre zuvor von Milt Gabler und Stephen W. Smith gegründete Vereinigung United Hot Clubs of America (U.H.C.A.) auf die Wiederveröffentlichung lang vergriffener Jazzklassiker verlegt hatte, konzentrierte sich H.R.S. Records ab 1938 auf den Vertrieb von Originalaufnahmen per Mailorder. 1939 eröffnete Smith den H.R.S. Record Shop in Midtown Manhattan, wo man sowohl gebrauchte als auch neue Jazzplatten sowie Jazzmagazine und -Bücher erwerben konnte.

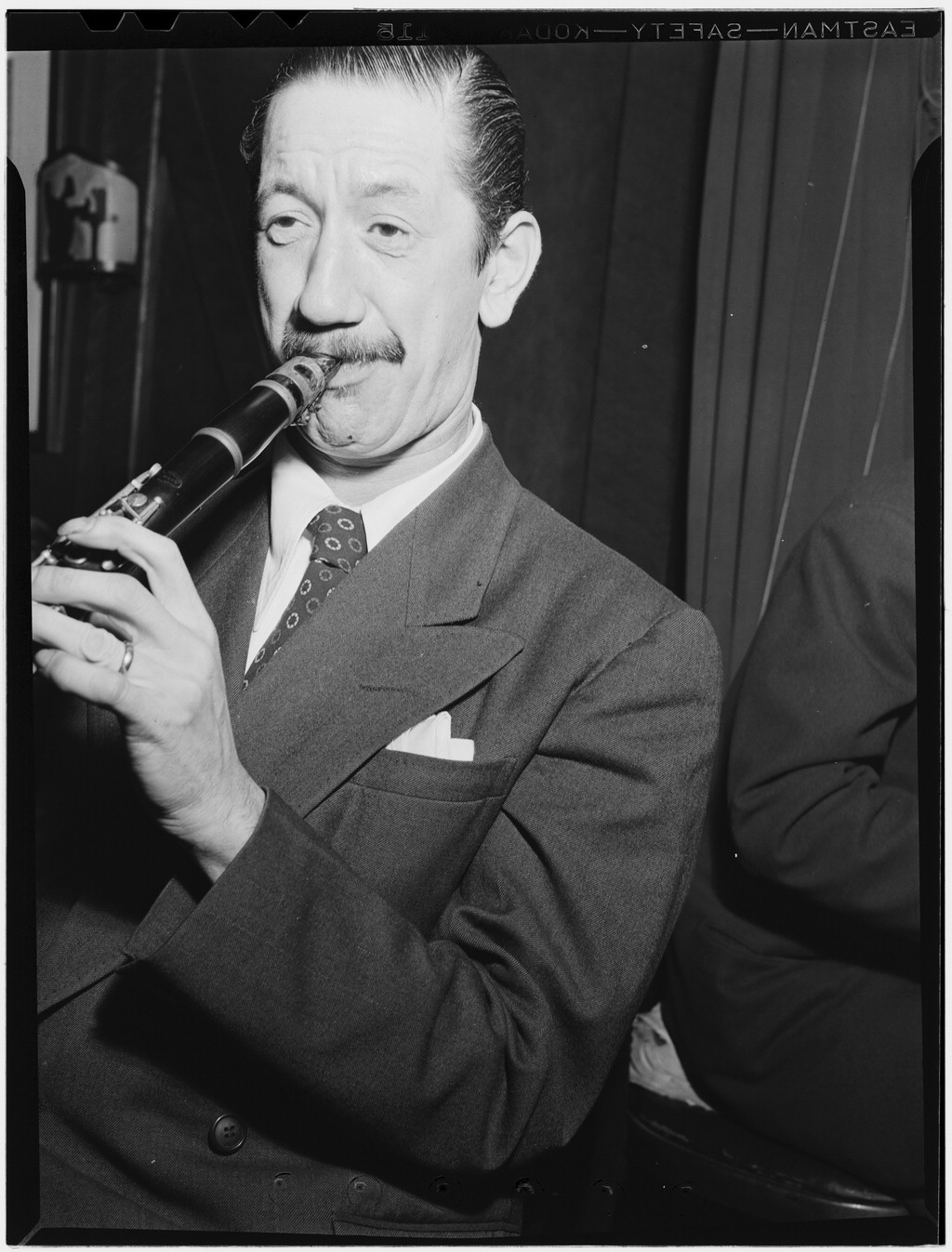
Pee Wee Russell, New York, 1946, Foto: William P. Gottlieb

Bei H.R.S. Records wurden zwischen August 1938 und September 1947 insgesamt 124 Titel in 25 Sessions aufgenommen, von Pee Wee Russell (dessen Baby, Won't You Please Come Home? bei der ersten Session entstand), Sidney Bechet/Muggsy Spanier, Rex Stewart, Jack Teagarden (St. James Infirmary), Sandy Williams, J. C. Higginbotham, Jimmy Jones, Babe Matthew/Joe Thomas, Harry Carney, Dicky Wells, Buck Clayton, Trummy Young, Billy Kyle, Russell Procope, Billy Taylor, Rex Stewart und Brick Fleagle (1945). Das Label veröffentlichte außerdem ältere Jazzaufnahmen, u. a. des Wolverine Orchestra (1924), der Chicago Loopers (einer Studioband um Bix Beiderbecke, Frank Trumbauer und Frank Signorelli), der Cellar Boys, der Louisiana Rhythm Kings (1929), ferner von Billy Banks, Bessie Smith, Fletcher Henderson, Louis Armstrong und Miff Mole.
Nach dem Ende von H.R.S. wurden viele Sessions auf LPs von Riverside und Atlantic Records veröffentlicht, außerdem in Europa als Bootlegs. Die Aufnahmen wurden als The Complete H.R.S. Sessions in einer 6-CD-Box 1999 bei Mosaic Records wiederveröffentlicht.